# Teravada
Teravada (pali: theravāda; sanskrt: स्थविरवाद sthaviravāda; doslovce, "učenje starijih monaha") naziv je jedne od danas postojećih škola budizma. Nadovezujući se na grupu škola koju su pripadnici  mahayana budizma nazivali hinayana, nastala je na Šri Lanki i danas je dominantna na tom otoku, kao i u Mjanmaru, Tajlandu, Laosu, Kambodži i nekim drugim dijelovima jugoistočne Azije. Teravada je zapravo naročito tumačenje Pali kanona (zbirke tekstova teravada budističke tradicije), koje se razvilo u Mahavihari, glavnom manastiru Anuradhapure, stare prijestolnice Šri Lanke, a konačno ju je sistematizirao Budagoša u petom stoljeću. Teravada se smatra najstarijom do danas sačuvanom budističkom školom, te otuda vjerojatno i najbližom izvornom Budinom učenju. 

## Povijest
U vrijeme vladavine kralja Ašoke, budistička zajednica se podijelila u tri glavne grupe: sthavire, mahasanghike i pudgalavadine. Među njima, sthavire su bile najaktivnije u Ašokinoj prijestolnici Pataliputti. Želeći ovu granu jasno odijeliti od ostale dvije i zaštiti je od njihovog doktrinarnog utjecaja, Ašoka je sazvao budistički sabor. Pošto su bile poražene u diskusiji na saboru, heretičke zajednice su prognane iz njegovog kraljevstva. Svoje novo uporište pronašle su na sjeverozapadu indijskog potkontineta, te od njih kasnije nastaje dobro poznata sarvastivada škola. S druge strane, Ašoka je kao misionarenju najviše sklon među budističkim kraljevima, poslao svog sina Mahindu na Šri Lanku, gdje je ovaj pomogao ustoličenju budizma kao državne religije. Tako je sredinom II. stoljeća pr. Kr. ova forma budizma postala poznata kao teravada. Kralj Dutthagamimi ju je dalje konsolidirao tijekom I stoljeća pr. Kr., a njegov nasljednik kralj Vattagamani je sponzorirao zapisivanje do tada već uobličenog Pali kanona, koji se ranije prenosio isključivo usmenim putem. Sa Šri Lanke teravada se proširila i na zemlje jugoistočne Azije, gdje se održala sve do danas. Kolonijalna epoha i britansko prisustvo na Šri Lanki doprinijelo je da teravada postane poznata i na Zapadu. Tijekom XX. stoljeća interes za teravada biva sve veći, tako da danas postoje uhodane monaške zajednice i u Europi, SAD-u i Australiji.

## Galerija
- Švedagon Pagoda, Burma
- Vat Pra Buda Bat, Theravada Buddistički hram na Tajlandu.
- Monah meditira, Kambodža

## Vanjske poveznice
- Budizam  Arhivirana inačica izvorne stranice od 25. kolovoza 2013. (Wayback Machine) - vodič kroz Teravada budizam
- Access to Insight - A Collection of Theravada Resources
- BuddhaNet - World Buddhist directory & information resource
- BuddhaSasana - A Collection of Theravada Resources
- Nibbana.com - A Collection of Theravada Resources
- Nibbanam.com - On Nibbana, Pali and Theravada in general
- What-Buddha-Taught.net  Arhivirana inačica izvorne stranice od 28. rujna 2007. (Wayback Machine) - A Collection of Theravada Resources
- The Buddhist Society of Western Australia - A Collection of Dhamma Talks
- Tipitaka Network - Dhamma Studies
- TripleGem.net  Arhivirana inačica izvorne stranice od 20. srpnja 2013. (Wayback Machine) - Buddhist Directory
- Sadhu! - Theravada Web Directory
- Basic Buddhism for Beginners  Arhivirana inačica izvorne stranice od 26. kolovoza 2009. (Wayback Machine)
- Vipassana and Theravada site
- Buddhist Meditation in the Theravada tradition - Vipassana Meditation
- TheravadaBuddhism.org  Arhivirana inačica izvorne stranice od 14. rujna 2012. (Wayback Machine) - TheravadaBuddhism.org
- Wats of Cambodia
- BuddhaChat.org  Arhivirana inačica izvorne stranice od 1. kolovoza 2015. (Wayback Machine) - A Buddhist Learning Community.
- Theravada Buddhism Forum  Arhivirana inačica izvorne stranice od 6. veljače 2012. (Wayback Machine)
- Theravada Buddhism discussion group  Arhivirana inačica izvorne stranice od 29. svibnja 2008. (Wayback Machine)--Learning Buddhism
- Theravada Buddhism news aggregator